# Barrio de San Miguel, La Perla
Barrio de San Miguel är en ort i Mexiko.   Den ligger i kommunen La Perla och delstaten Veracruz, i den sydöstra delen av landet, 220 km öster om huvudstaden Mexico City. Barrio de San Miguel ligger 1 577 meter över havet och antalet invånare är 1 145.
Terrängen runt Barrio de San Miguel är kuperad österut, men västerut är den bergig. Runt Barrio de San Miguel är det mycket tätbefolkat, med 1 361 invånare per kvadratkilometer. Närmaste större samhälle är Orizaba, 9,2 km söder om Barrio de San Miguel. Trakten runt Barrio de San Miguel består till största delen av jordbruksmark.